# 琵琶新聞

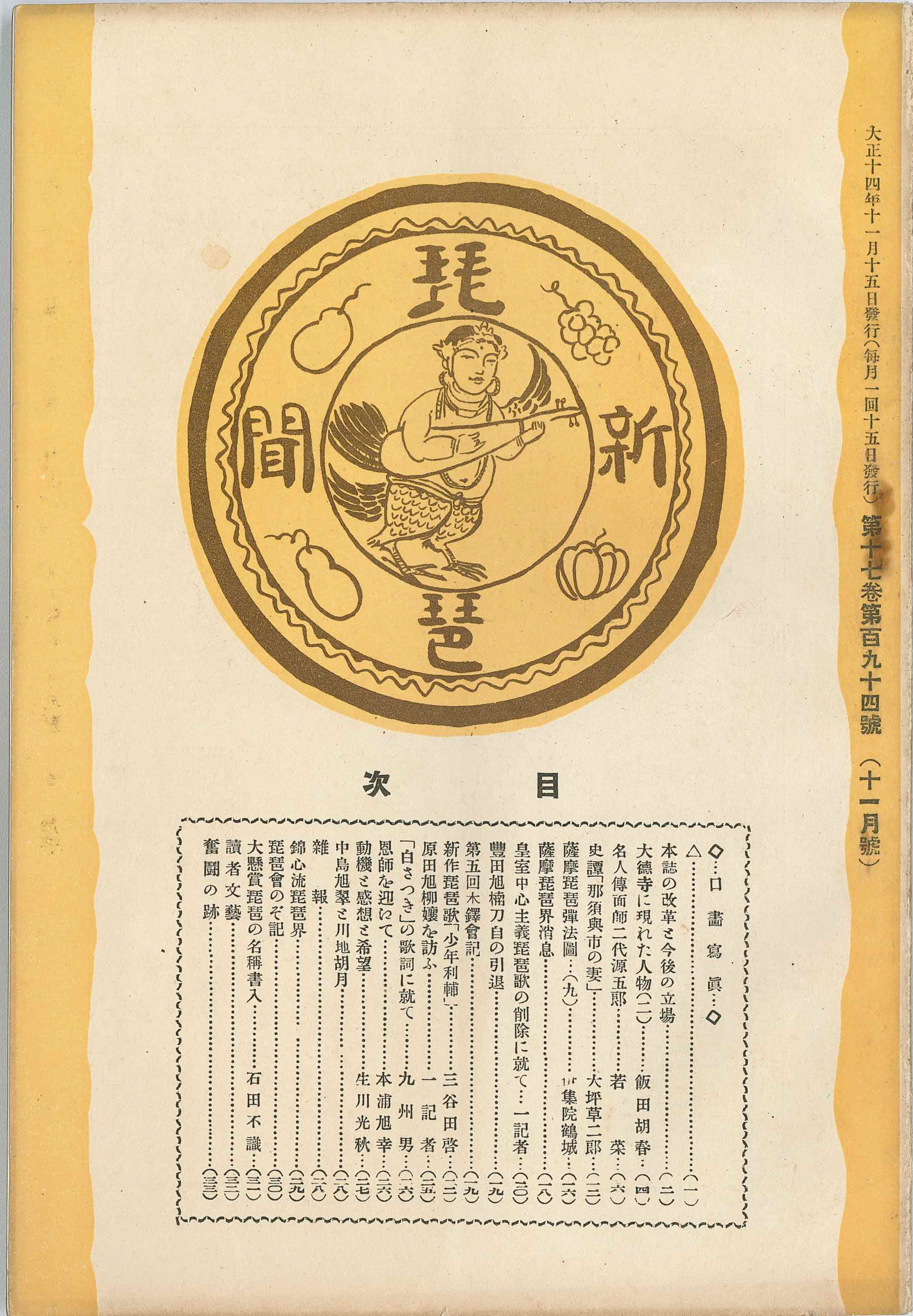
琵琶新聞194号(大正14年)

『琵琶新聞』（びわしんぶん）は、明治時代末期から昭和時代戦中にかけて発行された月刊邦楽専門誌。編集発行は琵琶新聞社、発行人編集主幹は椎橋松亭。1909年（明治42年）2月に創刊し、途中休刊期があったもののほぼ連続して刊行されたが、太平洋戦争末期に物資統制のあおりを受けて政府より廃刊を命ぜられ、1944年（昭和19年）6月の第393-394合併号をもって終焉した。名称に「新聞」が付くが、体裁はA5判の冊子であった。
姉妹誌として錦心流薩摩琵琶専門誌の『水聲』があった。これは錦心流琵琶が最盛期を誇った大正末期の1923年（大正14年）1月の創刊号から昭和初期の1931年（昭和6年）1月の第72号まで、『琵琶新聞』と並行もしくは同誌を休刊させつつ発行された月刊誌であった。

## 主な編集者
- 椎橋松亭
- 飯田胡春
- 葛生桂雨
- 高松春月

## 刊行書物
- 須田春園編『現代琵琶名家録』（大正6年）